# Americký chopper
Americký chopper (v anglickém originále American Chopper) je americká reality show vysílaná stanicí Discovery Channel, kterou produkuje Pilgrim Films & Television. Pořad se věnuje zejména Paulovi Teutulovi staršímu (Paul Teutul Sr.) a jeho synovi Paulovi Teutulovi mladšímu (Paul Teutul Jr.) (známý jako Paulie a někdy také jako junior), kteří vyrábějí zakázkové motorky. Firma Orange County Choppers má sídlo v Newburghu, ve státě New York. Rozdílné názory dvou mužů na stavbu motorek a průběh práce a jejich časté hádky vytvářejí dusnou atmosféru, kterou ještě doplňují šibeniční termíny pro dokončení zakázkových motorek.
Původní vysílání začínalo na stanici Discovery Channel v březnu 2003. V prosinci 2007 se série přemístila z kanálu Discovery Channel na sesterskou stanici TLC, kde se rozjel 18hodinový maraton. První série stanice TLC se vysílala v roce 2008. 6 série začala v dubnu 2009 ale TLC ukončila sérii v únoru 2010. V červenci 2010 TLC oznámila, že se Teutulové přejí vrátit v nové sérii Americký Chopper: Senior vs. Junior. Nový pořad měl premiéru na TLC, ale v polovině první série se pořad vrátil zpět na Discovery Channel.

## Zaměstnanci
V OCC nejrůznější zpracovatelé a mechanici jako například Paul Teutul, Jr., Rick Petko, Nick Hansford, Christian Welter, bývalý zaměstnanec Vincent DiMartino (který z OCC odešel v roce 2007 do V-Force Customs), a Cody Connelly (student, který později také odešel za DiMartinem do V-Force Customs), vytvářejí desítky vlastních motocyklů.

## Série
| Série  | Série                      | Epizody | Datum vysílání  | Datum vysílání    |
| Série  | Série                      | Epizody | Premiéra série  | Finále série      |
| ------ | -------------------------- | ------- | --------------- | ----------------- |
|        | Piloty a speciální epizody | 18      | 29. září 2002   | —                 |
|        | 1                          | 15      | 31. březen 2003 | 15. prosinec 2003 |
|        | 2                          | 23      | 14. leden 2004  | 6. prosinec 2004  |
|        | 3                          | 20      | 31. leden 2005  | 24. říjen 2005    |
|        | 4                          | 37      | 9. leden 2006   | 18. říjen 2007    |
|        | 5                          | 26      | 17. leden 2008  | 30. říjen 2008    |
|        | 6                          | 26      | 9. duben 2009   | 11. únor 2010     |
| Celkem | Celkem                     | 165     | 29. září 2002   | 11. únor 2010     |